# Еровенко, Валерий Александрович
Валерий Александрович Еровенко (род. 2 марта 1950) — советский и белорусский учёный, математик, доктор физико-математических наук (1996), профессор (2003).

## Биография
В 1967 поступил на математический факультет БГУ и в 1972 году окончил факультет прикладной математики, в 1975 окончил аспирантуру по кафедре теории функций и функционального анализа механико-математического факультета. С 1975 по 2003 работал ассистентом, доцентом и профессором кафедры функционального анализа БГУ. С 2003 по настоящее время работает заведующим кафедрой общей математики и информатики механико-математического факультета, специализирующейся на преподавании математики и информатики на естественных и гуманитарных факультетах БГУ.
В 1995 защитил докторскую диссертацию «Спектральные и фредгольмовы свойства линейных операторов в банаховых пространствах», оппонирующей организацией был Международный математический центр имени Стефана Банаха. В 2012 являлся председателем организационного и программного комитетов международной научно-практической конференции «Математика и информатика в естественнонаучном и гуманитарном образовании», ещё в 2015 на международной научно-практической конференции «Методология и философия преподавания математики и информатики: к 50-летию основания кафедры общей математики и информатики БГУ», проведённых на базе кафедры общей математики и информатики механико-математического факультета БГУ с участием всех преподавателей кафедры.
Сферами научных интересов являются функциональный анализ, фредгольмова теория операторов, теория существенных спектров, философия математического образования, методология преподавания математики для гуманитариев. Является специалистом в области спектральной теории операторов, функционального анализа, дифференциальных уравнений, философии и методологии математики, а также методики преподавания курса высшей математики для студентов-гуманитариев.

## Публикации
Автор более 400 математических, философских и методических публикаций.
- Еровенко В. А. Спектральные и фредгольмовы свойства линейных операторов в банаховых пространствах : автореферат диссертации доктора физико-математических наук. — Минск, 1995.
- Еравенка В. А., Мiхайлава Н. В. Філасафiчныя праблемы сацыяльных вынiкаў унiверсiтэцкай матэматычнай адукацыi. Веснік БДУ. Серыя 4, Філалогія. Журналістыка. Педагогіка. — 2000. — № 2. — С. 80—86.
- Еровенко В. А., Северенчук Н. Б. Введение в теорию существенных спектров линейных операторов в банаховых пространствах. — Минск: БГУ, 2000. — 135 с.
- Еровенко В. А., Михайлова Н. В. Философия прерывности Н. В. Бугаева и математические импровизации в терминах целой и дробной части числа. Математическое образование. — 2001. — № 4. — С. 26—37.
- Еровенко В. А. Функциональный анализ: спектральные и фредгольмовы свойства линейных операторов: Учебное пособие. — Минск: БГУ, 2002. — 145 с.
- Erovenko V. A. Some results on essential spectra of differential operators in Banach spaces. Mathematical Modelling and Analysis. — 2003. — Vol. 8, iss. 3. — P. 203—216.
- Еровенко В. А., Михайлова Н. В. Математическое миросозерцание П. А. Флоренского и геометрические фантазии с использованием целой и дробной части числа. Математическое образование. — 2003. — № 1. — С. 38—49.
- Еровенко В. А., Михайлова Н. В. Проблема Ферма в контексте Гёделевских теорем. Математическое образование. — 2003. — № 4. — С. 97—103.
- Еровенко В. А. Тезис Аристотеля, или философско-математическое осмысление реальности. — 2004‍.[3]
- Еровенко В. А. Основы высшей математики для филологов: методические замечания и примеры: курс лекций. — Минск: БГУ, 2006. — 175 с. ISBN 985-485-608-9.[4]
- Еровенко В. А. (отв. ред.) Математика и информатика в естественнонаучном и гуманитарном образовании: материалы Международной научно-практической конференции. — Минск: Изд. центр БГУ, 2012. — 303 с.
- Еровенко В. А. Акупунктурные точки математического образования философов: контексты мировосприятия нового века. Российский гуманитарный журнал. 2014. Том 3. № 6.[5]
- Еровенко В. А. (отв. ред.) Методология и философия преподавания математики и информатики: к 50-летию основания кафедры общей математики и информатики БГУ: материалы Международной научно-практической конференции. — Минск: Изд. центр БГУ, 2015. — 352 с.